# Ferdinand Kaufmann
Ferdinand Kaufmann (19. října 1821 Javorník – 12. ledna 1901 Znojmo) byl rakouský právník a politik německé národnosti z Moravy; poslanec Moravského zemského sněmu.

## Biografie
Narodil se v Rakouském Slezsku jako syn arcibiskupského úředníka Philippa Kaufmanna. Vystudoval gymnázium v Opavě a Olomouci a absolvoval Vídeňskou univerzitu. Počátkem 50. let nastoupil k moravské finanční prokuratuře. Od roku 1854 byl advokátem v Uničově. Podle údajů z roku 1864 působil jako advokát v Uničově. V září 1897 mu byl udělen Řád Františka Josefa.
Zapojil se i do vysoké politiky. V zemských volbách 1861 byl zvolen na Moravský zemský sněm, kde zastupoval kurii měst, obvod Uničov, Rýmařov. Rezignoval roku 1865. Na sněmu ho pak nahradil Moritz Illek. Byl rovněž členem Moravského zemského výboru. Na poslanecký mandát rezignoval po přestěhování do Znojma. Advokátem ve Znojmě byl jmenován v prosinci 1864.
Po řadu let zasedal v obecním výboru ve Znojmě. Počátkem 70. let byl místopředsedou znojemského Politického spolku liberálů (tzv. Ústavní strana, liberálně a centralisticky orientovaná).
Zemřel po krátké nemoci na zápal plic v lednu 1901 ve věku 80 let. Tehdy byl uváděn jako nejstarší moravský advokát. Byl členem disciplinární komise moravsko-slezské advokátní komory.